# 흰대머리우아카리
흰대머리우아카리(Cacajao calvus)는 신세계원숭이에 속하는 우아카리원숭이의 일종이다. 매우 짧은 꼬리에 붉은 얼굴과 벗겨진 머리 그리고 긴 외투를 지닌 작은 몸집의 원숭이다. 몸무게는 일반적으로 4 kg 이하이며 몸 길이는 약 50 내지 59 cm 정도이다.
대머리우아카리는 4종의 아종이 알려져 있으며, 모두 멸종 취약종으로 간주되고 있다.
- 흰대머리우아카리 (Cacajao calvus calvus)
- 우까얄리대머리우아카리 (Cacajao calvus ucayalii)
- 붉은대머리우아카리 (Cacajao calvus rubicundus)
- 노바에대머리우아카리 (Cacajao calvus novaesi)

흰대머리우아카리(Cacajao calvus)는 브라질과 페루 그리고 아마존 강 분지의 습지 숲에서 발견된다.